# Wyższa Szkoła Menedżerska w Legnicy
Wyższa Szkoła Menedżerska w Legnicy – polska niepaństwowa uczelnia akademicka w likwidacji z siedzibą w Legnicy, wpisana do rejestru szkół wyższych Ministerstwa Edukacji Narodowej pod numerem 125 dnia 31 lipca 1997. 
Od 2011 roku kontrole prowadzone przez Ministerstwo Nauki i Szkolnictwa Wyższego wykazywały liczne nieprawidłowości związane z dyplomowaniem studentów oraz finansowe. Likwidacja WSM w Legnicy została potwierdzona w lutym 2018 r. po odrzuceniu przez Wojewódzki Sąd Administracyjny w Warszawie skargi kierownictwa uczelni na decyzję Ministra Nauki i Szkolnictwa Wyższego,

## Podstawowe statystyki
W grudniu 2009 z WSM współpracowało 300 nauczycieli akademickich z Polski, Anglii, Francji, Ukrainy, Włoch Niemiec i USA z czego 155 było zatrudnionych na stałe (w tym 16 profesorów zwyczajnych, 22 doktorów habilitowanych i 67 doktorów).

## Program dydaktyczny
W szkole prowadzone były studia licencjackie, inżynierskie, jednolite magisterskie, uzupełniające magisterskie oraz podyplomowe w systemie dziennym i zaocznym.
Uczelnia posiadała zezwolenie Ministra Edukacji Narodowej Nr 125/97 i akredytację Państwowej Komisji Akredytacyjnej.
W przeszłości studenci mieli możliwość zdobycia dodatkowego francuskiego dyplomu (Uniwersytet du Littoral w Dunkierce) w dziedzinie zarządzania.

### Edukacja na odległość
Uczelnia prowadziła też kursy kształcenia na odległość za pośrednictwem internetu (na wybranych kierunkach), a także rozpoczęła nauczanie teleedukacyjne na studiach licencjackich, inżynierskich i podyplomowych.

## Wydziały

### Wydział Architektury i Urbanistyki
Wydział Architektury i Urbanistyki powstał zgodnie z Uchwałą Nr 9/7/2004 Prezydium Państwowej Komisji Akredytacyjnej i Zespołu Kierunków Studiów Technicznych z dnia 23 września 2004 r.
Na Wydziale prowadzone były 4-letnie studia inżynierskie, na kierunku Architektura i Urbanistyka, po ukończeniu którego absolwenci uzyskiwali tytuł zawodowy inżyniera architektury.

### Wydział Ekonomii
Wydział kształcił na kierunku Ekonomia w zakresie studiów licencjackich.
Absolwenci ekonomii mieli możliwość kontynuowania nauk na zaocznych uzupełniających studiach magisterskich na Wydziale Zarządzania i Marketingu.

### Wydział Filologiczny
Na Wydziale Filologicznym były prowadzone trzyletnie studia pierwszego stopnia (licencjat), kończące się złożeniem pracy dyplomowej w języku obcym.
Studia filologiczne prowadzone były na kierunku filologia, w specjalnościach:
- filologia angielska
- filologia niemiecka
- filologia rosyjska
- filologia francuska
- filologia włoska
- filologia hiszpańska.

W ramach Studium Języków Obcych studenci mieli możliwość nauki języków obcych:
- język angielski
- język niemiecki
- język francuski
- język rosyjski.

W zależności od stopnia zaawansowania wiedzy studenta nauka języka obcego były prowadzona na trzech poziomach zaawansowania:
- podstawowy
- średni
- zaawansowany.

### Wydział Informatyki
Wydział Informatyki powstał po uzyskaniu zezwolenia z dnia 25 lipca 2001 r. przez Ministra Edukacji Narodowej.
Nauka na inżynierskich studiach informatycznych w systemie dziennym i zaocznym trwała osiem semestrów, prowadzona na trzech specjalizacjach:
- korporacyjne sieci komputerowe
- systemy informatyczne w administracji
- inżynieria bezpieczeństwa komputerowego.

### Wydział Pedagogiki
Na Wydziale Pedagogiki Wyższej Szkoły Menedżerskiej prowadzone były studia pierwszego stopnia w zakresie:
- pedagogika opiekuńczo prewencyjna
- pedagogika opiekuńcza i praca socjalna
- poradnictwo szkolne i zawodowe
- zintegrowana edukacja wczesnoszkolna i przedszkolna
- zintegrowana edukacja wczesnoszkolna i terapia pedagogiczna

Na Wydziale Pedagogiki funkcjonowało Międzywydziałowe Studium Pedagogiczne, oferujące studentom ostatnich semestrów i absolwentom szkoły z kierunków innych niż pedagogika trzysemestralny kurs pedagogiczny, który zgodnie z Kartą Nauczyciela oraz Rozporządzeniem Ministra Edukacji Narodowej i Sportu (z dnia 10 września 2002 r. -Dz. U. Nr 155, poz. 1288) nadawał pełne kwalifikacje pedagogiczne do nauczania w szkołach przedmiotów (prowadzenia zajęć) zgodnych ze swoim kierunkiem lub specjalnością.

### Wydział Prawa
Był jedynym na Dolnym Śląsku niepublicznym ośrodkiem kształcącym prawników, otwartym w październiku 2005 roku. Przy Wydziale Prawa działało Koło Naukowe Młodego Prawnika.
Jednolite studia magisterskie trwały 10 semestrów. Nauka prowadzona była w systemie dziennym i zaocznym. Na Wydziale Prawa kształcili się także komornicy z terenu całej Polski, dla których została stworzona odrębna grupa. Absolwenci uzyskiwali tytuł magistra prawa, co dawało uprawnienia do rozpoczęcia wszystkich rodzajów aplikacji prawniczych.

### Wydział Socjologii
Na Wydziale Socjologii prowadzone były studia licencjackie na trzech specjalnościach:
- socjologia bezpieczeństwa publicznego
- socjologia pracy socjalnej
- socjologia zachowań rynkowych.

### Wydział Transportu
Wydział Transportu powstał po uzyskaniu zezwolenia z dnia 25 lipca 2001 r. przez Ministra Edukacji Narodowej.
Wydział prowadził 4-letnie studia inżynierskie w dwóch specjalnościach:
- logistyka i technologia transportu
- eksploatacja pojazdów i urządzeń transportowych.

### Wydział Zarządzania i Marketingu
Wydział Zarządzania i Marketingu był najstarszym w Legnicy kierunkiem kształcenia, istniejącym od dnia powstania WSM, co stawiało legnicką uczelnię w gronie krajowych pionierów kształcących kadrę menedżerską. Zarządzanie i Marketing był jednocześnie pierwszym kierunkiem kształcącym na poziomie magisterskim.
Na Wydziale Zarządzania i Marketingu prowadzone były studia:
- licencjackie (6 semestralne)
- magisterskie (2 semestralne).

Specjalności na studiach Wydziału Zarządzania i Marketingu:
- zarządzanie przedsiębiorstwem
- zarządzanie w administracji publicznej
- zarządzanie jakością i środowiskiem
- zarządzanie finansami i rachunkowością
- zarządzanie systemami transportowymi
- zarządzanie zasobami ludzkimi.

## Jednostki ogólnouczelniane i międzywydziałowe
- Ośrodek zamiejscowy (filia WSM) w Jeleniej Górze-Sobieszowie - Od października 2006 WSM z Legnicy była dostępna także dla studentów z Jeleniej Góry. Oddział powstał oficjalnie 14 czerwca 2006 w wydzierżawianym od władz miasta budynku dawnego Zespołu Szkół Drzewnych i Leśnych w Jeleniej Górze-Sobieszowie.
- Nieformalny ośrodek zamiejscowy w Zgorzelcu.
- Studium Inżynierii Środowiska – Studium Inżynierii Środowiska powołano w maju 2001 roku. Do zadań tego studium należało kształcenie studentów z zakresu ochrony środowiska.
- Instytut Wschodni WSM w Legnicy – Instytut Wschodni powstał w lutym 2002 roku. Jego głównym celem było przygotowywanie studentów do skutecznego działania w dynamicznie zmieniającej się sytuacji społeczno-politycznej i gospodarczej na Wschodzie. Instytut prowadził Wspólny "Klub Biznesu" – ogólnodostępne forum naukowe, informacyjne i organizatorskie dla podmiotów gospodarczych działających na rynkach wschodnich, którego celem była możliwość stworzenia po studiach atrakcyjnego miejsca pracy. Do udziału w działaniach klubu zaproszono jednostki samorządu terytorialnego, podmioty gospodarcze, przedstawicieli nauki i praktyki.
- Uczelniany dom pracy twórczej w Szklarskiej Porębie
- Chór Madrygał – WSM w Legnicy sprawował mecenat nad legnickim chórem Madrygał, który powstał w 1949 roku.
- Biuro Karier WSM w Legnicy – Biuro Karier Wyższej Szkoły Menedżerskiej powstało w październiku 2002 r., uzyskując akceptację Ministerstwa Pracy i Polityki Społecznej. Na uruchomienie pierwszego w Legnicy Biura Karier WSM otrzymała grant. Celem Biura było niesienie pomocy młodzieży wchodzącej na rynek pracy i inspirowanie do podejmowania wyzwań stawianych przez gospodarkę rynkową.

## Kampusy i budynki uczelniane

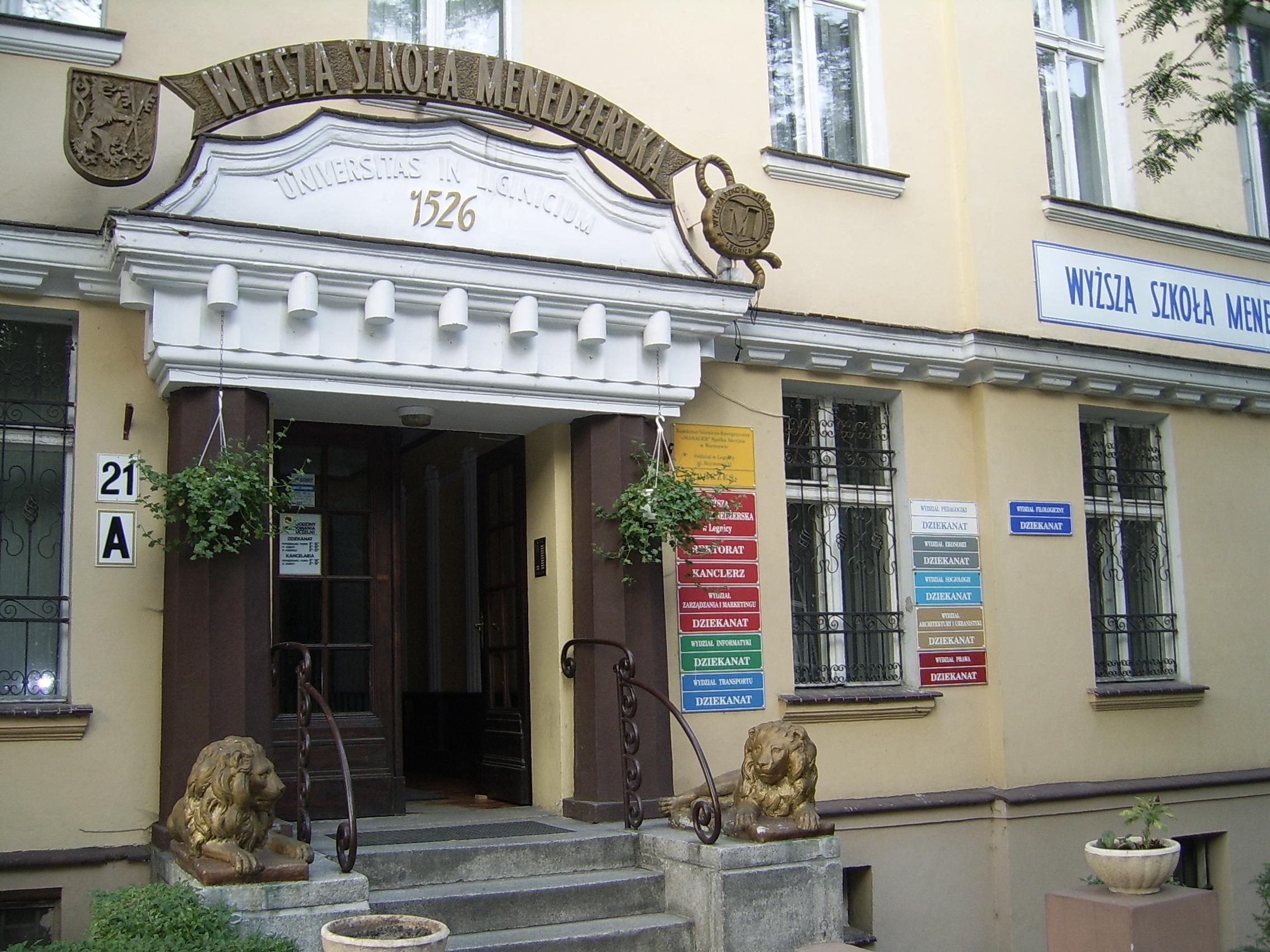
Wejście do budynku w którym mieści się m.in. rektorat uczelni

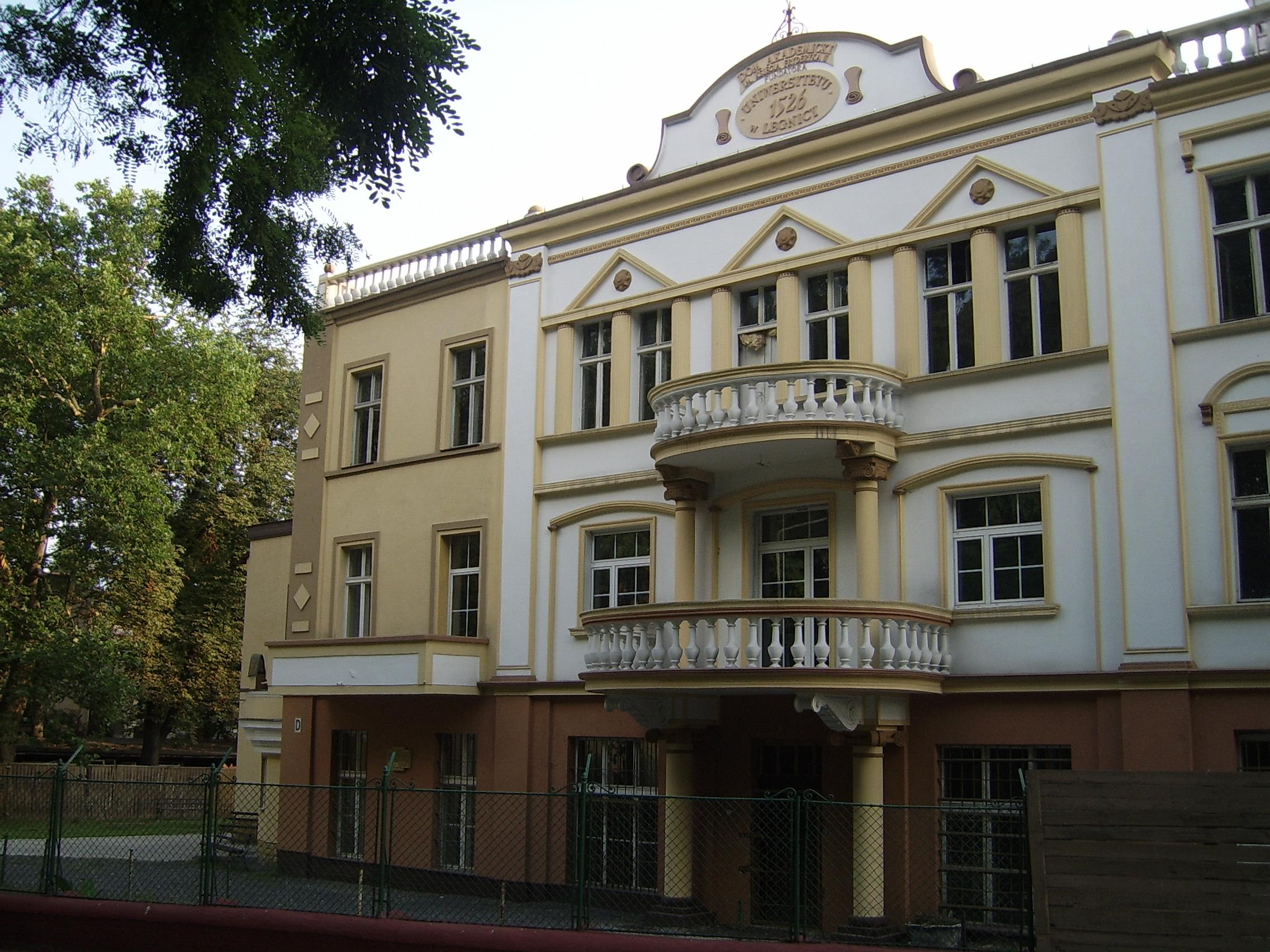
Siedziba uczelni WSM przy ul. Korfantego

Uczelnia dysponowała własną bazą przy ulicy Władysława Reymonta, a jedną z siedzib uczelni był historyczny Zamek Piastowski.

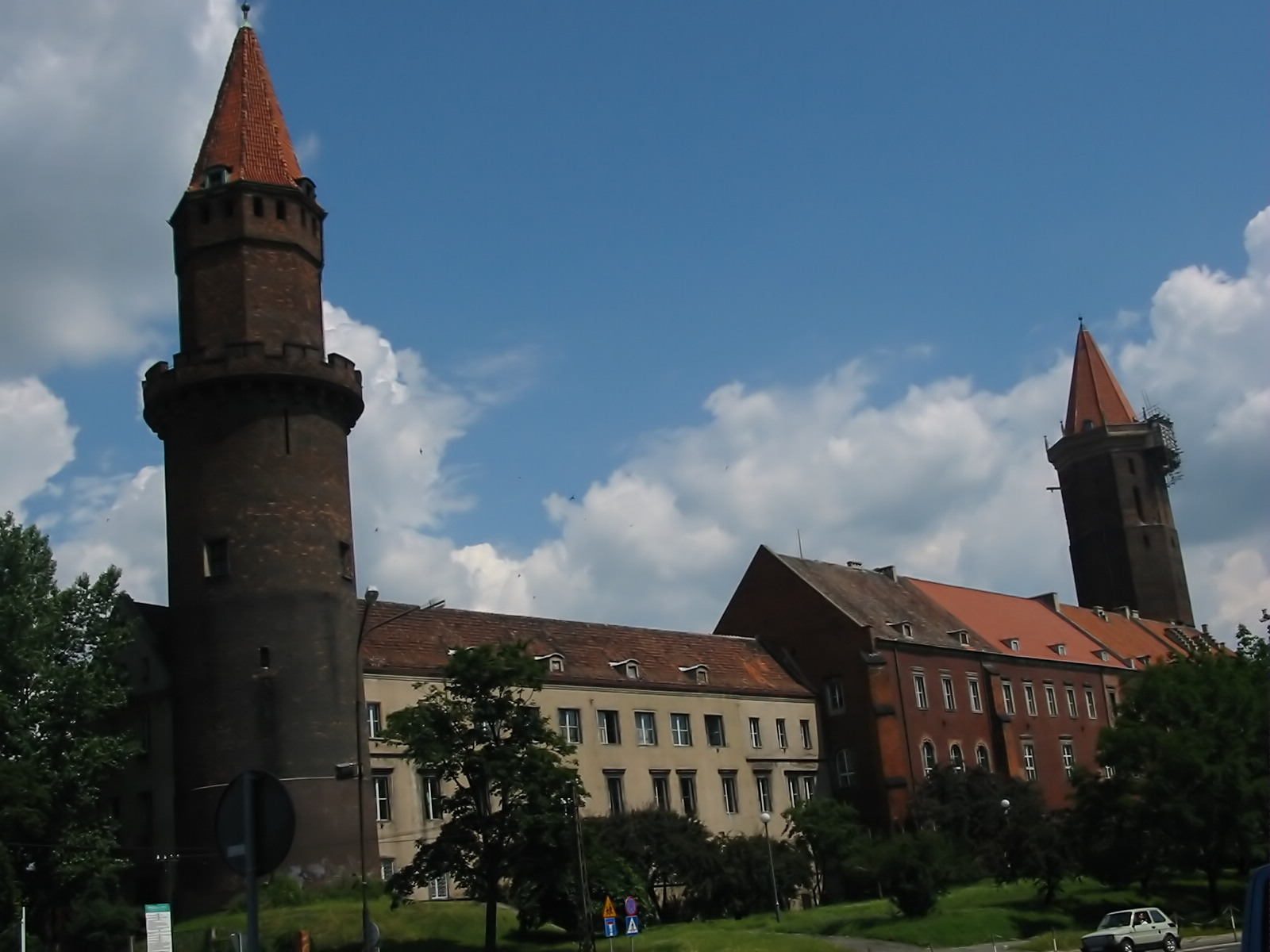
Zamek Piastowski

WSM dzierżawiła także budynek dawnej szkoły rolniczej w Sobieszowie.

## Badania naukowe
- Nauki prawne: uwarunkowania wymiaru kary, rozstrzyganie spraw cywilnych, postępowanie administracyjne, egzekucja komornicza, prawo europejskie, system finansów publicznych
- Organizacja i zarządzanie: teoria przywództwa, organizacja, planowanie i ekonomika procesów produkcyjnych, rozwój przedsiębiorstw, marketing, rozpoznawanie obiektów;
- Informatyka: symulacja komputerowa, systemy informatyczne w nauczaniu na odległość;
- Pedagogika: zintegrowana edukacja wczesnoszkolna i przedszkolna, poradnictwo zawodowe, pedagogika opiekuńczo-prewencyjna

## Współpraca międzynarodowa
Uczelnia prowadziła współpracę zagraniczną w dziedzinie wymiany naukowej i studentów. Utrzymywała kontakty międzynarodowe z placówkami akademickimi w:

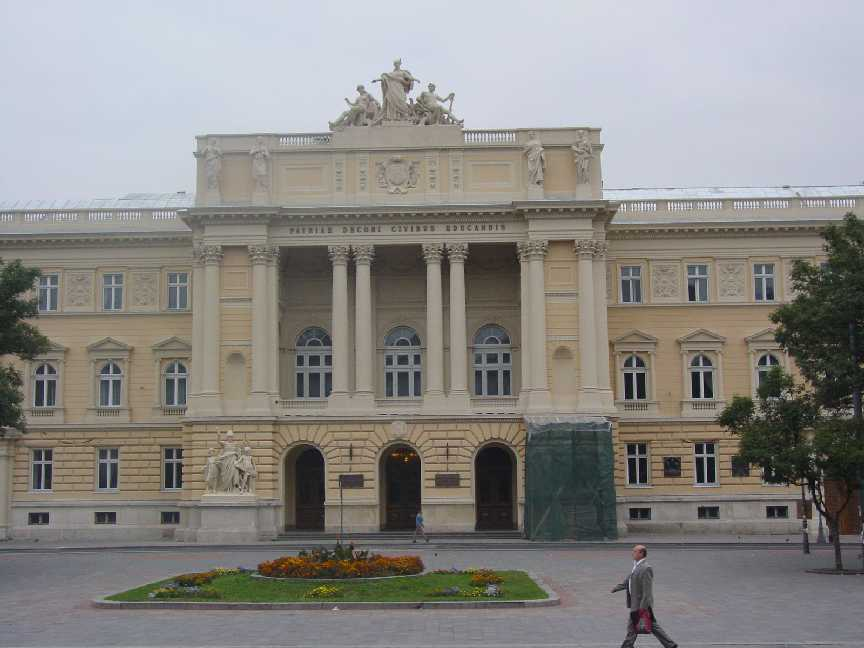
Gmach partnerskiego Uniwersytetu we Lwowie

- Stanach Zjednoczonych (University of Pennsylvania)
- Mińsku
- Moskwie
- Dunkierce (Uniwersytet du Littoral) – dzięki dobrze rozwiniętej współpracy zagranicznej (za pomocą unikatowej aparatury umożliwiającej pobieranie nauki w systemie teleedukacji studenci mają szansę zdobyć zdobywać dodatkowy francuski dyplom w dziedzinie zarządzania który będzie respektowany w krajach unii europejskiej
- we Lwowie (Uniwersytet Narodowy im. Iwana Franki)
- Żytomierzu (Instytut Inżynieryjno-Technologiczny, Instytut Biznesu i Nowych Technologii)
- Kijowie (Uniwersytet Rozwoju Człowieka "Ukraina" z oddziałami w 26 największych miastach Ukrainy).

## Władze uczelni
- Założyciel: Dr Honoris Causa, inż. Wacław Demecki
- Kanclerz: mgr Teresa Demecka
- Rektor: prof. dr hab. Leszek Moczulski
- Prorektor: prof. dr hab. Jerzy Mączyński
- Prorektor: mgr Adam Demecki
- Prorektor ds. Dydaktyki i Rozwoju: prof. dr hab. Zygmunt Kral

### Rektorzy uczelni
- Prof. dr hab. Ryszard Łubniewski (1997–1998) – tworzył uczelnię wraz z jej założycielem, potem przez wiele lat był dziekanem.
- Prof. zw. dr hab. Tadeusz Hunek (1998–2001) – profesor SGPiS, zainicjował współpracę międzynarodową uczelni i nadał jej wysoką rangę naukową.
- Prof dr hab. Jan Stępniewski (2001–2003) – profesor Uniwersytetu Paryż XIII, wprowadził do uczelni zachodnie standardy nauczania
- Prof dr hab. Janusz Klisiński (2003–2005) – za jego kadencji WSM uruchomiła 4 nowe wydziały o profilu uniwersyteckim.
- Prof. zw. dr hab. inż Adam Stefan Trembecki (2005–2007)
- prof. dr hab. Jerzy Mączyński
- prof. dr hab. inż., dr n. hum. Jan Gronowicz

### Honorowi prezydenci uczelni

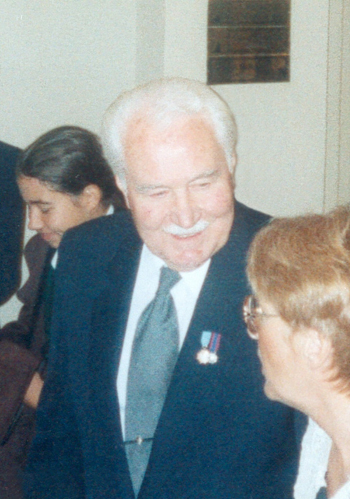
Ryszard Kaczorowski

- Ryszard Kaczorowski – ostatni prezydent rządu Rzeczypospolitej Polskiej na uchodźstwie. W 2000 roku pomagał Wyższej Szkole Menedżerskiej zorganizować wystawę Prezydenci Rzeczypospolitej Polskiej na Uchodźstwie a suwerenność Polski, przekazując dokumenty, znajdujące się w Londynie, za co otrzymał tytuł honorowego prezydenta Wyższej Szkoły Menedżerskiej w Legnicy. Rok później brał też udział w obchodach 760 rocznicy bitwy pod Legnicą. Na wniosek Wyższej Szkoły Menedżerskiej w Legnicy oraz Zarządu Oddziału Sybiraków Rada Miasta przyznała Ryszardowi Kaczorowskiemu tytuł honorowego obywatela Legnicy (29 marca 2005 r.).
- Jerzy Ostoja-Koźniewski – minister skarbu ostatniego Rządu RP na uchodźstwie. Od 1945 r. mieszka w Londynie gdzie prowadzi własne przedsiębiorstwo konsultingowe. Od kilku lat związany z Wyższą Szkołą Menedżerską, przyjął godność jej honorowego prezydenta.
- Kornel Morawiecki – polski polityk, działacz opozycji antykomunistycznej w czasach PRL, założyciel i przewodniczący Solidarności Walczącej, doktor fizyki, nauczyciel akademicki. Kandydat w wyborach prezydenckich w 2010, poseł i marszałek senior Sejmu VIII kadencji, przyjął godność jej honorowego prezydenta 9 września 2017.

## Społeczność studencka
Samorząd studentów Wyższej Szkoły Menedżerskiej działał zgodnie z ustawą Prawo o szkolnictwie wyższym z dnia 27 lipca 2005 r. oraz Statutem Uczelni i Regulaminem Samorządu Studentów. Wspólnie ze studentami innych uczelni WSM organizował Juwenalia w Legnicy. Samorząd studentów WSM podpisał umowę z Fundacją Samorządu Studentów Akademii Ekonomicznej we Wrocławiu "Oskar", w ramach której odbywały się szkolenia studentów w zakresie organizacji życia kulturalnego i obozów studenckich. Samorząd Studentów WSM zorganizował Studenckie Biuro Pracy, Studenckie Biuro Zakwaterowań i Stancji, Studenckie Biuro Informacji w sprawie praktyk i wyjazdów zagranicznych. Samorząd studentów współpracuje z samorządami i fundacjami studenckimi uczelni wrocławskich.
Przy Uczelni działały Akademicki Związek Sportowy oraz Koło Naukowe Młodego Prawnika. Dyskusje Koła Naukowego Młodego Prawnika prowadzone były we foyer Teatru Modrzejewskiej w Legnicy.
Akademicki Związek Sportowy na WSM został zarejestrowany w 1998 roku. Jego celem było rozwijanie sprawności fizycznej oraz zainteresowań sportowych wśród społeczności studenckiej. W ramach AZS prowadzonych jest siedem sekcji, między innymi piłki nożnej i fitness.